# RJ Kanierra
Joé Ngoie Mwema, dit RJ Kanierra, né le 9 août 1984 à Kolwezi (Zaïre), chanteur, rappeur, danseur, et auteur-compositeur-interprète congolais,,,.
Il est considéré comme l'une des figures les plus importantes de la musique katangese du XXIe siècle. Sa musique est un mélange de rythme et d'harmonie congolais avec le rap, une synthèse qu'il appelle "Rotatam Style",.

## Biographie
Joé Ngoie Mwema commence sa carrière en 1999. Il grandit à Kolwezi et connait un succès international depuis la sortie de son single Tia qui devient viral sur les réseaux sociaux. Il a ainsi pu intégrer le top 10 des artistes les plus regardés en République démocratique du Congo. Un exploit qui a été salué par ses pairs, notamment Fally Ipupa, qui a fait savoir sur son compte Instagram qu'il était fan de cette chanson,,,. Et juste après Tia, il a sorti Trône, remix avec Koch. La chanson a connu un grand succès encore quand l'artiste a fait sortir son single Lela (disponible sur toutes les plateformes de téléchargement depuis le 09 Août 2024) qui frappe plus fort qu'auparavant.

## Discographie

### Singles
- 2018 : Tuma Mukongo
- 2018 : Bae bae
- 2020 : Bina Vuya
- 2020 : Vula Vwala (Longola Lata)
- 2021 : Lamata
- 2021 : Don't judge
- 2022 : Na bingine(participation Professor)
- 2022 : Apana(participation Pheno Boys)
- 2022 : Dragon
- 2022 : Pori Ya Bange
- 2023 : Trône
- 2024 : Tia
- 2025 : Lela
- 2025 : Double tour